# Wilhelm Hübotter

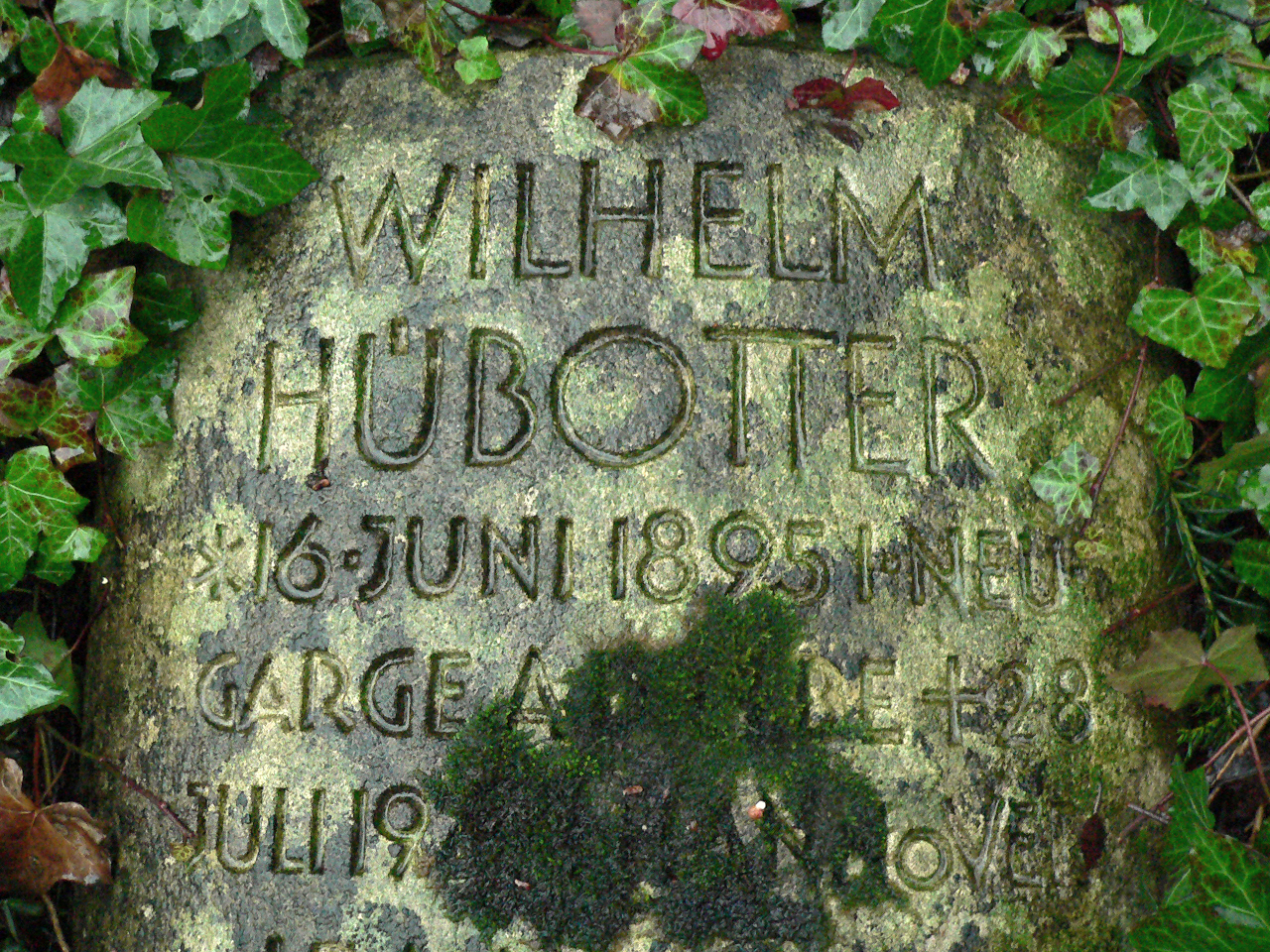
Grabstein auf dem Stadtteilfriedhof Anderten in Hannover

Karl Wilhelm Ferdinand Hübotter (* 16. Juni 1895 in Neu Garge bei Bleckede an der Elbe; † 28. Juli 1976 in Hannover) war ein deutscher Garten- und Landschaftsarchitekt sowie Hochschullehrer.

## Leben

### Familie
Hübotter war der Vater des Architekten Peter Hübotter, mit dem er in Hannover auch zusammenarbeitete. Auch der Jurist und Bauunternehmer Klaus Hübotter in Bremen war sein Sohn.

### Ausbildung und Beruf

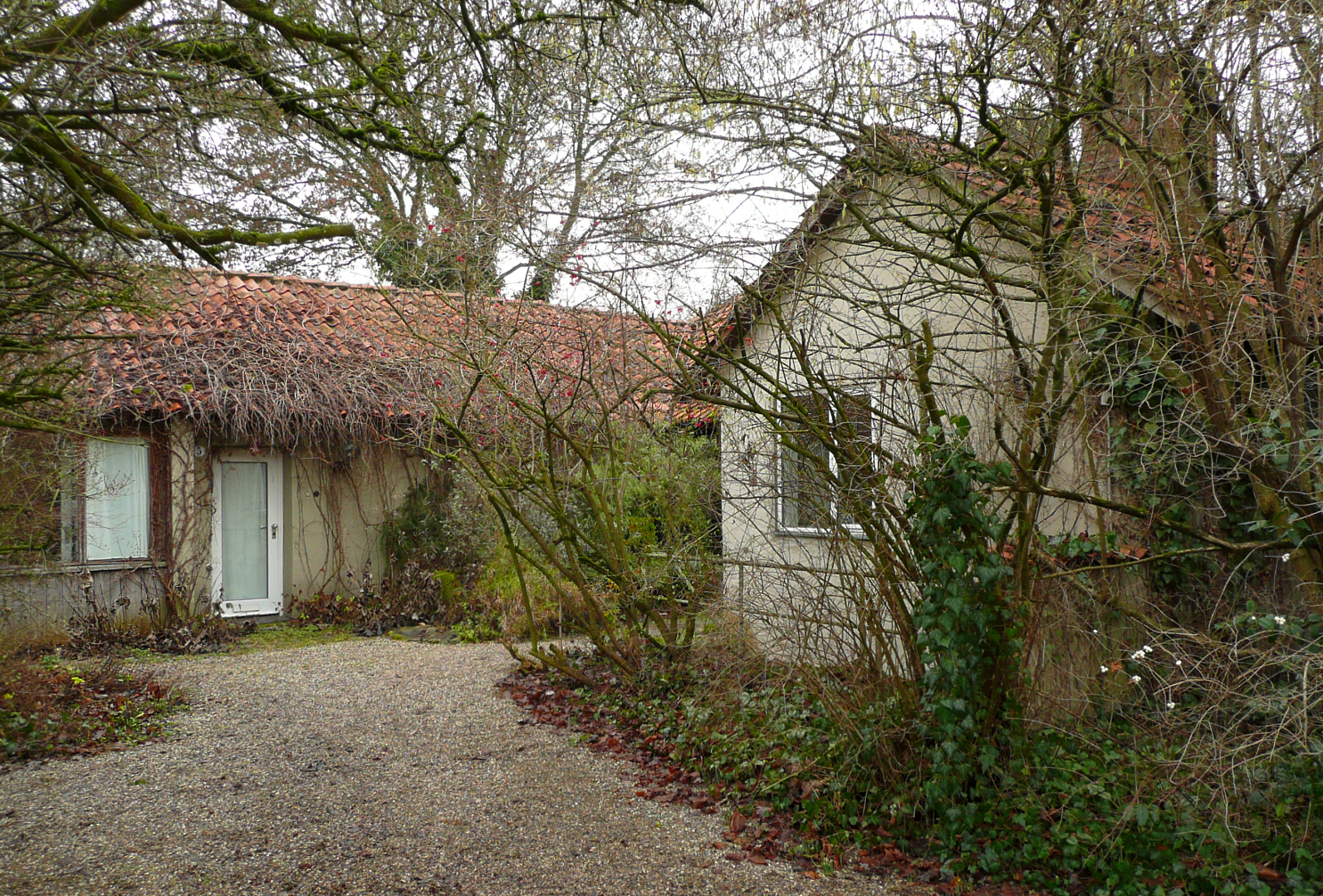
Das 1950 fertiggestellte Wohnhaus von Wilhelm Hübotter im Tessenowweg 5 in Hannover

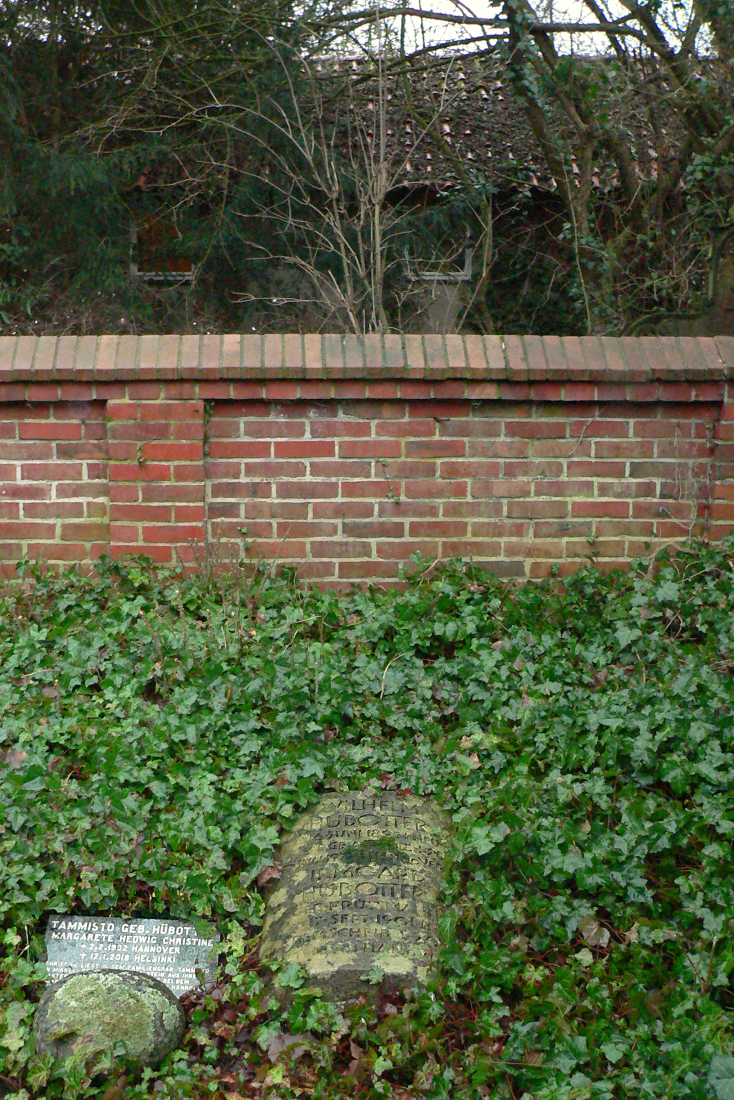
Grabstätte von Wilhelm Hübotter, im Hintergrund sein früheres Wohnhaus

Hübotter besuchte das Andreas-Realgymnasium in Hildesheim und absolvierte von 1912 bis 1914 in Hannover eine Lehre in der dortigen Stadtgärtnerei, ehe er als Soldat bis 1918 im Ersten Weltkrieg diente. Anschließend arbeitete er im Zuge seiner Wanderjahre unter anderem bei der Baumschule Späth in Berlin.
1919 trat er ein Studium an der Lehranstalt für Obst- und Weinbau in Geisenheim an, das er 1922 abschloss. Ab 1923 war er als freischaffender Gartenarchitekt zunächst in Hildesheim, dann in Hannover tätig. Insgesamt gestaltete er in dieser Funktion etwa 2300 sowohl öffentliche als auch private Gärten und Parks und andere Freiflächen, deren Entwürfe er teilweise auch veröffentlichte. Hübotter, von der Wandervogel-Bewegung geprägt, war seit 1930 einer der ersten ausschließlich planenden Gartenarchitekten. Er war Mitglied des Deutschen Werkbunds.
1930, etwa zeitgleich mit der Bauerrichtung des Heinemanhofes in Hannover durch Henry van de Velde, schuf Hübotter den – in seiner ursprünglichen Konzeption nicht mehr erhaltenen – Garten des Stifts.
Hübotter werden die Entwürfe der Thingstätte Sachsenhain bei Verden (Aller), nach Vorstellungen der SS-Führung, im Jahre 1934 zugeschrieben (gemeinsam mit Karl Dröge). Hübotter, selbst nie Mitglied der NSDAP, ließ sich nach öffentlicher Kritik an seiner Mitarbeit von der weiteren Durchführung des Projektes entbinden.
Ende 1945 wurde Hübotter mit der Gestaltung des KZ-Geländes Bergen-Belsen durch die britische Militärbehörde beauftragt. Allerdings stand er wegen der Zusammenarbeit mit den Nationalsozialisten in der Kritik.
1947 gehörte Hübotter zu den Mitbegründern der Hochschule für Gartenbau und Landeskultur Hannover in Sarstedt (heute Bestandteil der Universität Hannover), wo er von 1954 bis 1960 einen Lehrauftrag innehatte.
1948 war er zudem Gründungsmitglied des Bundes Deutscher Gartenarchitekten (BDGA). 1950 nahm er am dritten Treffen des sogenannten Anholter Kreises teil.
Das Grab von Wilhelm Hübotter findet sich auf dem Stadtteilfriedhof Anderten neben seinem ehemaligen Wohnhaus, dem Tessenowweg 5.

## Weitere Arbeiten (Auswahl)
Zu Hübotters rund 2300 Arbeiten gehörten unter anderem
- um 1930, gemeinsam mit „O. Langerhans“: Freiraumgestaltung der Gartenstadt Kleefeld in Hannover;[7]
- 1933: „Jadega“ (Jahresschau deutscher Gartenkultur), neben der Stadthalle Hannover;[5]
- 1936–1938: Hermann-Löns-Park in Hannover (mit Hans Klüppelberg und H. Wernicke)[1]
- 1938, mit Konstanty Gutschow: 1. Preis für die Gartenanlagen der deutschen Botschaft in Ankara;[1]
- 1951, gemeinsam mit Peter Hübotter: Gelände der ersten Bundesgartenschau, 1951 in Hannover;[1]
- ab 1953: Grünanlagen um den Werdersee in Bremen;
- um 1957: Freiraumgestaltung der Wilhelm-Busch-Schule in Hannover.[7]

## Ehrungen
- Hübotter war Ehrenmitglied in der Deutschen Gesellschaft für Gartenkunst und Landschaftskultur.[1]
- 1955 erhielt Hübotter die „Martin-Pietzsch-Medaille Dresden“ verliehen.[1]
- 1970 erhielt er die Heinrich-Tessenow-Medaille der „Stiftung F. V. S.“[1]
- Das Seenotrettungsboot Wilhelm Hübotter der Deutschen Gesellschaft zur Rettung Schiffbrüchiger (DGzRS) ist nach ihm benannt.